# St. Sebastian (Bruck in der Oberpfalz)

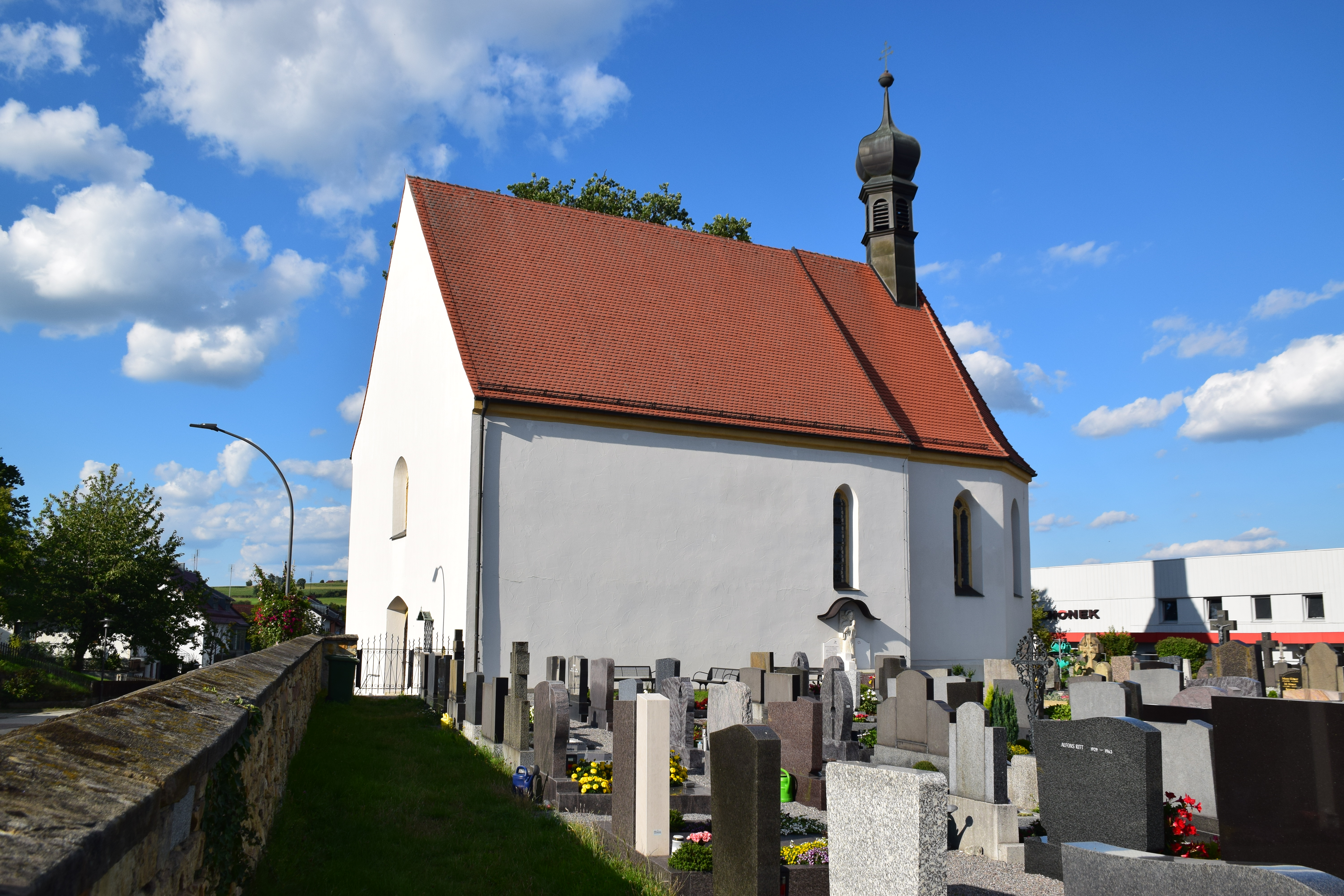
St. Sebastian (Bruck in der Oberpfalz)

Die römisch-katholische, denkmalgeschützte Friedhofskirche St. Sebastian steht in Bruck in der Oberpfalz, einem Markt im Landkreis Schwandorf der Oberpfalz. Die Kirche gehört zum Bistum Regensburg. Das Bauwerk ist unter der Denkmalnummer D-3-76-117-22 als Baudenkmal in die Bayerische Denkmalliste eingetragen.

## Beschreibung
Die Saalkirche wurde im 15. Jahrhundert erbaut. Sie besteht aus einem Langhaus, das mit einem hohen Satteldach bedeckt ist, einem eingezogenen Chor mit einem Joch und Fünfachtelschluss im Osten, auf dessen Dach im späten 19. Jahrhundert ein sechseckiger Dachreiter aufgesetzt wurde. Er beherbergt den Glockenstuhl und ist mit einer Zwiebelhaube bedeckt. Die Wände des Chors haben Maßwerkfenster.

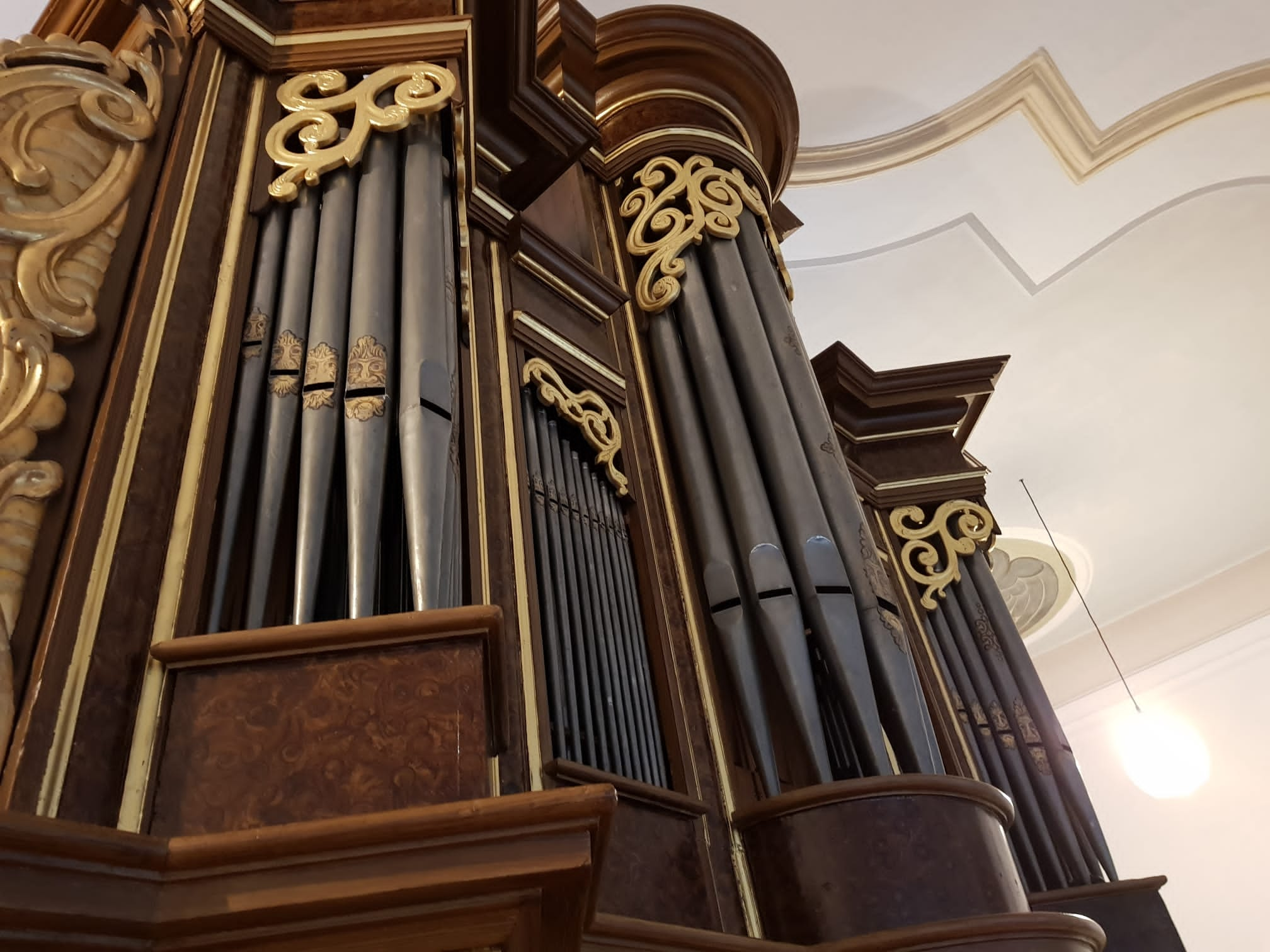
Orgelprospekt

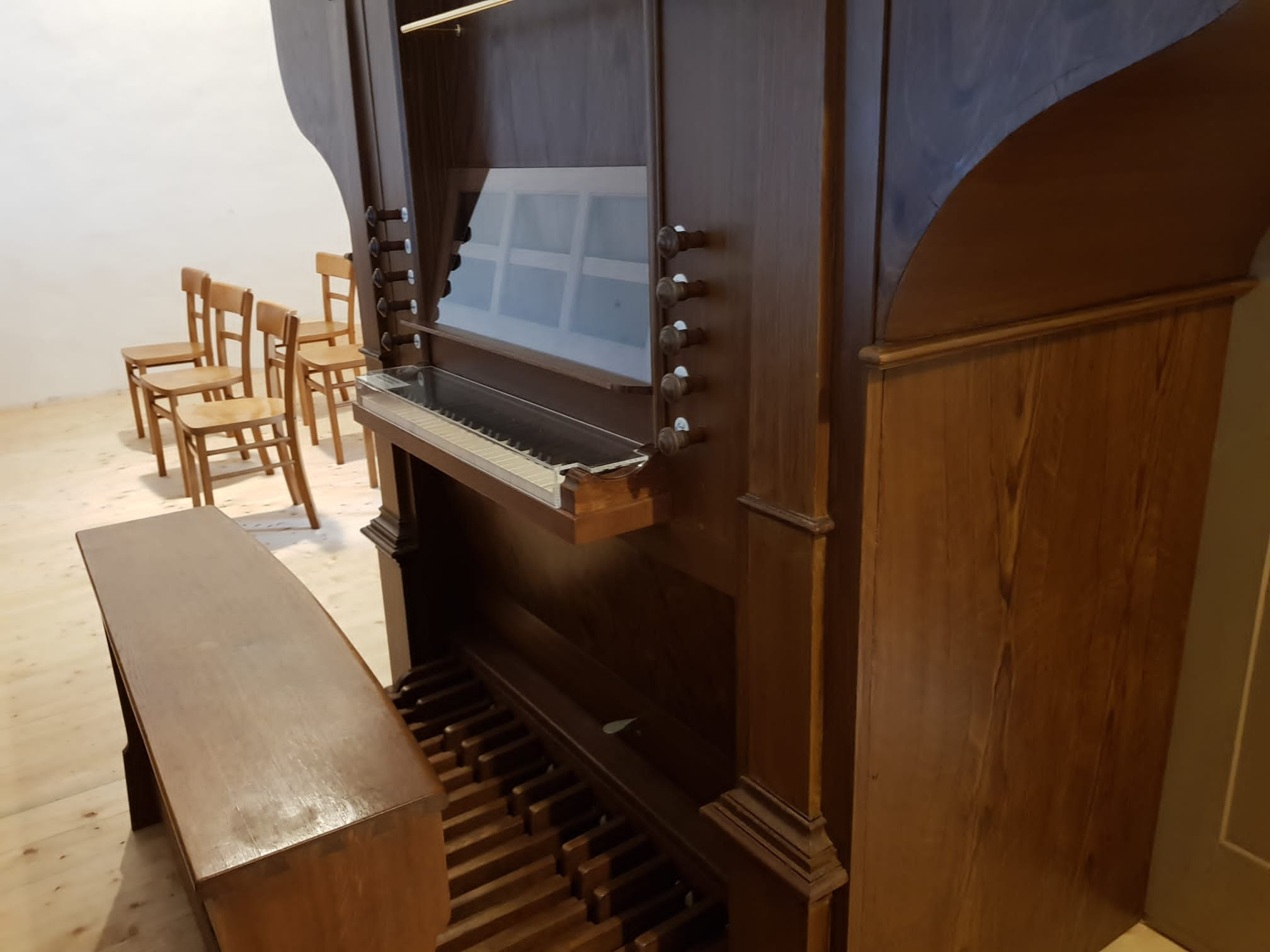
Spielanlage der Orgel

Der Innenraum des Langhauses ist mit einer Flachdecke überspannt, der des Chors mit einem Kreuzrippengewölbe, dessen Gewölberippen aus der Wand wachsen. Eine bis zur Decke reichende Wandmalerei von 1507 an der Nordwand des Langhauses zeigt den heiligen Christophorus. Zeitgleich entstand eine Wandmalerei im westlichen Joch des Chors mit dem heiligen Sebastian. Das Altarretabel vom Anfang des 18. Jahrhunderts zeigt ihn ebenfalls. Der Tabernakel wird dem Bruder von Christoph Luybl zugeschrieben.

## Orgel
Die Orgel auf der Empore hat eine bewegte Geschichte: Erbaut wurde sie um 1700 für St. Michael in Heßlar. Wegen Pfeifenmachart und optischer Ähnlichkeit zu anderen Instrumenten wird als Erbauer Jost Schleich vermutet. Um 1820 erfolgten Umbauten und Erweiterungen; erhalten geblieben sind Prospektpfeifen und zwei weitere Register sowie Teile des Gehäuses. 1971 wurde das Werk anlässlich eines Neubaus in Heßlar abgebaut, von Norbert Krieger überholt, rekonstruiert, und 1986 in St. Ulrich in Regensburg aufgestellt. Als die direkt neben dem Dom befindliche Kirche Teil des Diözesanmuseums werden sollte und die Orgel nicht mehr benötigt wurde, konnte in Bruck ein passender Aufstellungsraum für das kleine, aber hohe Instrument gefunden werden. Thomas Jann übernahm 2021 Umsetzung und Überholung.
Das Werk besitzt 10 Register auf einem Manual und Pedal und ist ungleichstufig gestimmt.